# Едвардово језеро
Едвардово језеро је једно од Афричких великих језера. Једно време је носило име Иди Амин, по Угандском диктатору Иди Амин Дади. Налази се на граници између Демократске Републике Конго и Уганде, његова северна обала се налази неколико километра јужно од Екватора. Први европљанин који је посетио језеро је Хенри Мортон Станли 1888. и име је добило по Алберту Едварду, прицу од Велса.
Главне реке које се уливају у језеро су Ниамугасани, Ишаша, Рутсуру и Рвинди, а отока му је Семлики која се затим улива у Албертово језеро. Преко канала Казинга је повезано са Џорџовим језером на североистоку. Налази се на 920 метра надморске висине и има максималну дубину од 117 метра. Дуго је 77 km и широко 40 km, и има површину од 2150 km² што га чини петнаестим језером по величини у Африци.